# Пацификация
Пацифика́ция (лат. pacificatio — умиротворение, замирение, успокоение) — правительственная или международная политика, направленная на установление мира и конструктивных взаимоотношений в обществе, отказ от силового вмешательства как средства внутри и внешнеполитической борьбы. Пацификация может быть принудительной или добровольной, она может осуществляться по отношению к отдельным социальным группам, регионам или целому государству, а в отдельных случаях и группе государств.
В ряде случаев пацификация совмещается с демилитаризацией, демократизацией и экономической либерализацией. Пацификация отдельных социальных групп нередко сопровождается борьбой с организованной преступностью.

## Злоупотребление термином в Польше
В разных контекстах термин охватывает:
- Акцию, проведенную правительством Польши во второй половине 1930 г.[1][2] В ходе пацификации Восточной Галиции отряды польской полиции и кавалерии провели рейды в 800 селений, арестовав около 5 тыс. человек, 50 человек было убито, 4 тысячи покалечено, сожжено 500 украинских домов[источник не указан 838 дней].
- Политика правительства Польши в период 1930—1939 гг.[3] (Польское правительство в изгнании придерживалось этой политики до 1943 г., по другим сведениям до 1950 г, что не ограничивалось проведением операции Висла)[3].
- Политику пацификации по отношению к западным украинцам также проводило правительство Чехословакии[4]